# FC Britannia Posen
FC Britannia Posen was een Duitse voetbalclub uit Posen, dat tegenwoordig het Poolse Poznań is.

## Geschiedenis
De club werd opgericht op 1 april 1905. De club speelde in de regionale competitie van de stad Posen, die in 1909 een deel werd van de Zuidoost-Duitse voetbalbond. De eerste seizoenen was het steeds Deutscher SV Posen dat kampioen werd en in 1913 slaagde Britannia er eindelijk in om kampioen te worden en zich zo voor de eindronde te plaatsen. Daar verloor de club al in de eerste ronde van SC Preußen Breslau met 0-1 en was uitgeschakeld.
Door het uitbreken van de Eerste Wereldoorlog werden de activiteiten enkele jaren stilgelegd. Over het verdere bestaan van de club is niet meer veel bekend. Naar alle waarschijnlijkheid moest de club de naam wijzigen zoals Britannia Berlin, Britannia Cottbus en Britannia Halle dat deden omdat Groot-Brittannië de tegenstander was in de oorlog. Na de oorlog werd Posen bij het Verdrag van Versailles afgestaan aan het nieuwe Polen en werd de club, als ze nog bestond, definitief opgeheven.

## Erelijst
Kampioen Posen
1913